# Anthurium ianthinopodum
Anthurium ianthinopodum är en kallaväxtart som först beskrevs av Adolf Engler, och fick sitt nu gällande namn av Marcus A. Nadruz och Simon Joseph Mayo. Anthurium ianthinopodum ingår i släktet Anthurium och familjen kallaväxter. Inga underarter finns listade.